# Mistrzostwa Polski w Szermierce 2008
Mistrzostwa Polski w Szermierce 2008 - 79. edycja indywidualnie i 68. edycja drużynowych Mistrzostw Polski odbyła się w dniach 27-28 marca 2008 roku w Śremie (szpada kobiet i szabla) oraz 19-20 kwietnia (floret kobiet i szpada mężczyzn) i 26-27 kwietnia (floret mężczyzn) we Wrocławiu. W zawodach wystartowało ponad 300 zawodników i zawodniczek.

## Klasyfikacja medalowa
| Msc | Klub                             | złoto | srebro | brąz | Razem |
| --- | -------------------------------- | ----- | ------ | ---- | ----- |
| 1.  | AZS AWF Warszawa                 | 4     | 1      | 5    | 10    |
| 2.  | Sietom AZS AWFiS Gdańsk          | 3     | 3      | 1    | 7     |
| 3.  | AZS AWF Katowice                 | 2     | 1      | -    | 3     |
| 4.  | AZS AWF Wrocław                  | 1     | 1      | 1    | 3     |
| 5.  | Piast Gliwice                    | 1     | 1      | -    | 2     |
| 6.  | OŚ AZS Poznań                    | 1     | -      | 1    | 2     |
| 7.  | Polski Klub Szermierczy Warszawa | -     | 2      | -    | 2     |
| 8.  | KKSz Konin                       | -     | 1      | 2    | 3     |
| 9.  | TMS Sosnowiec                    | -     | 1      | 1    | 2     |
| =   | IKS Leszno                       | -     | 1      | 1    | 2     |
| 11. | Wrocławianie                     | -     | -      | 2    | 2     |
| 12. | AZS AWF Kraków                   | -     | -      | 1    | 1     |
| =   | AZS AWF Poznań                   | -     | -      | 1    | 1     |
| =   | KKS Kraków                       | -     | -      | 1    | 1     |
| =   | Kolejarz Wrocław                 | -     | -      | 1    | 1     |

## Medaliści

### kobiety
| Konkurencja:                          | Złoto:                                                                                              | Srebro:                                                                                          | Brąz:                                                                                   |
| Medalistki indywidualne               | |                                                                                                  |                                                                                         |
| floret (startowało 43 zawodniczek)    | Sylwia Gruchała (Sietom AZS AWFiS Gdańsk)                                                           | Małgorzata Wojtkowiak (Sietom AZS AWFiS Gdańsk)                                                  | Marta Matysik (AZS AWF Warszawa) Anna Rybicka (Sietom AZS AWFiS Gdańsk)                 |
| szabla (startowało 29 zawodniczek)    | Aleksandra Socha (AZS AWF Warszawa)                                                                 | Irena Więckowska (AZS AWF Warszawa)                                                              | Małgorzata Kozaczuk (OŚ AZS Poznań) Katarzyna Karpińska (AZS AWF Warszawa)              |
| szpada (startowało 50 zawodniczek)    | Danuta Dmowska-Andrzejuk (AZS AWF Warszawa)                                                         | Hanna Cygan (PKS Warszawa)                                                                       | Renata Knapik (KKS Kraków) Magdalena Grabowska (AZS AWF Warszawa)                       |
| Medalistki drużynowe                  | |                                                                                                  |                                                                                         |
| floret drużynowo (startowało 7 ekip)  | Sietom AZS AWFiS Gdańsk II Joanna Bórkowska Aurelia Has Katarzyna Kryczało Agnieszka Kulczycka      | Sietom AZS AWFiS Gdańsk Karolina Chlewińska Sylwia Gruchała Magdalena Knop Małgorzata Wojtkowiak | AZS AWF Poznań Agata Kantorska Maria Kurdelska Magdalena Orwat Martyna Synoradzka       |
| szabla drużynowo (startowało 7 ekip)  | OŚ AZS Poznań Bogna Jóźwiak Katarzyna Kędziora Katarzyna Różycka Agnieszka Zdrojewska               | TMS Zagłębia Sosnowiec Marta Puda Katarzyna Rak Lidia Sołtys Marta Wątor                         | AZS AWF Warszawa Małgorzata Kozaczuk Izabela Sajewicz Aleksandra Socha Irena Więckowska |
| szpada drużynowo (startowało 13 ekip) | AZS AWF Warszawa Danuta Dmowska-Andrzejuk Magdalena Grabowska Małgorzata Stroka Magdalena Piekarska | Polski Klub Szermierczy Hanna Cygan Monika Lampkowska Katarzyna Lampkowska Agnieszka Malinowska  | AZS AWF Warszawa II Ewa Nelip Joanna Rawska Anna Pietrzak Aleksandra Żak                |

### mężczyźni
| Konkurencja:                          | Złoto:                                                                                | Srebro:                                                                                 | Brąz:                                                                              |
| Medaliści indywidualni                |                                                                                       |                                                                                         |                                                                                    |
| floret (startowało 63 zawodników)     | Radosław Glonek (Sietom AZS AWFiS Gdańsk)                                             | Sławomir Mocek (IKS Leszno)                                                             | Tomasz Ciepły (AZS AWF Poznań) Leszek Rajski (Wrocławienie)                        |
| szabla (startowało 42 zawodników)     | Marcin Koniusz (AZS AWF Katowice)                                                     | Jakub Ceranowicz (AZS AWF Katowice)                                                     | Grzegorz Dominik (TMS Zagłębie Sosnowiec) Adrian Stanisławski (KKSz Konin)         |
| szpada (startowało 80 zawodników)     | Rubén Limardo (Piast Gliwice)                                                         | Robert Andrzejuk (AZS AWF Wrocław)                                                      | Tomasz Motyka (AZS AWF Wrocław) Adam Pracławski (Kolejarz Wrocław)                 |
| Medaliści drużynowi                   |                                                                                       |                                                                                         |                                                                                    |
| floret drużynowo (startowało 11 ekip) | AZS AWF Warszawa Michał Majewski Michał Przybysławski Stefan Roszkowski Marcin Zawada | Sietom AZS AWFiS Gdańsk Radosław Glonek Paweł Kawiecki Paweł Osmański Andrzej Witkowski | Wrocławianie Tomasz Gmerek Radosław Pietrusiewicz Leszek Rajski Paweł Szumielewicz |
| szabla drużynowo (startowało 9 ekip)  | AZS AWF Katowice Jakub Ceranowicz Marcin Koniusz Wojciech Marczak Adam Skrodzki       | KKSz Konin Jakub Broniarczyk Łukasz Gal Patryk Pałasz Adrian Stanisławski               | KKSz Konin II Mateusz Górski Jakub Kacprzak Kacper Jaskólski Damian Skubiszewski   |
| szpada drużynowo (startowało 8 ekip)  | AZS AWF Wrocław Michał Adamek Robert Andrzejuk Tomasz Motyka Maciej Szumski           | Piast Gliwice Rubén Limardo Marek Jendryś Adam Wiercioch Piotr Maciejczyk               | AZS AWF Kraków Radosław Zawrotniak Piotr Kruczek Jan Sobiecki Michał Nowak         |